# كران (فارسان)
كران (بالفارسية: کران) هي قرية تقع في قسم ميزدج سفلي الريفي في إيران. يقدر عدد سكانها بـ 4,227 نسمة .